# Сала (станция)
Сала —  станция Октябрьской железной дороги в Кингисеппском районе Ленинградской области на линии Мга — Ивангород.
До 1 июня 2014 года на станции Сала останавливались проходящие через неё пригородные поезда:
- 6661 Санкт-Петербург, Балтийский вокзал — Ивангород
- 6662 Ивангород — Санкт-Петербург, Балтийский вокзал

Расписание автобусов и поездов по Кингисеппскому району